# Gears of War: Judgment
Gears of War: Judgment is een third-person shooter ontwikkeld door Epic Games in samenwerking met People Can Fly en uitgegeven in Europa op 22 maart 2013 door Microsoft Studios. Het spel is het vervolg op Gears of War 3 en daarmee het vierde deel uit de serie.

## Gameplay

### Singleplayer
Gears of War: Judgment speelt zich af voor Gears of War. In het spel bestuurt de speler Baird, een Gear (soldaat) van de COG, die voor de krijgsraad moet verschijnen om een, in hun ogen, heel slechte daad. Het spel speelt zich af tijdens de hoorzitting, waar Baird, Augustus Cole, Sofia Hendrick en Garron Paduk allemaal hun kant van het verhaal vertellen. Voor de daad die zij verricht hebben, zouden ze normaal de doodstraf krijgen. De raad wil echter nog hun kant van het verhaal horen, en vooral waarom ze het gedaan hadden.

### Multiplayer
In multiplayer bestuurt de speler een van de Gears. Er zijn een aantal modi, namelijk Overrun, Free-for-all en deathmatch.
Overrun houdt in dat het ene team de COG bestuurd, die een bepaalde basis moeten verdedigen. Als het eerste doel wordt vernietigd zijn er nog twee andere fases, waar alsnog in overwonnen kan worden. Het andere team bestuurd de Locust, en moet proberen binnen de tijd de doelen te vernietigen, die het andere team verdedigd. Free-for-all is een modus waar meerdere spelers op een map zitten, maar er zijn geen teams, dus het is ieder voor zich. De overwinning kan behaald worden door het snelste, de meeste tegenstanders te verslaan. Deathmatch houdt in dat er twee teams zijn, die elkaar moeten doden. Het spel kan gewonnen worden door, als team zijnde, sneller dan de tegenstander het minimaal aantal doden te behalen.
In tegenstelling tot de vorige delen bestuurd de speler in gewone deathmatches niet meer de Locust.